# Каряка, Дмитрий Викторович
Дмитрий Викторович Каряка (20 июля 1977 — 27 мая 2023) — украинский футболист.

## Карьера
Родился в г. Запорожье. Выступал за команды высшей (сезоны 1994/95, 1999/2000, 2002/03—2004/05), первой (1998/99, 1999/2000, 2001/02, 2005/06) и второй (1994/95—1998/99, 2000/01, 2002/03, 2004/05, 2006/07) лиг Украины «Металлург» Запорожье (1994/95), «Виктор» Запорожье (1994/95—1997/98), «Черноморец» Одесса (1998/99, 1999/2000), «СК Одесса» (1998/99), «Черноморец-2» Одесса (1999/2000), «Сокол» Золочев (2000/01), «Оболонь» Киев (2001/02—2005/06), «Оболонь-2» Киев (2002/03, 2004/05), «Подолье» Хмельницкий (2005/06), «Днестр» Овидиополь (2006/07).
В высшей лиге провёл 62 игры, забил 5 мячей, в первой лиге — 65 игр, 1 мяч, во второй лиге — 123 игры, 11 мячей.
С 2009 по 2017 год играл за любительские команды.

## Достижения
Серебряный (1998/99) и бронзовый (2001/02) призёр первой лиги, серебряный призёр группы «А» второй лиги (2000/01).